# Unionsverlag

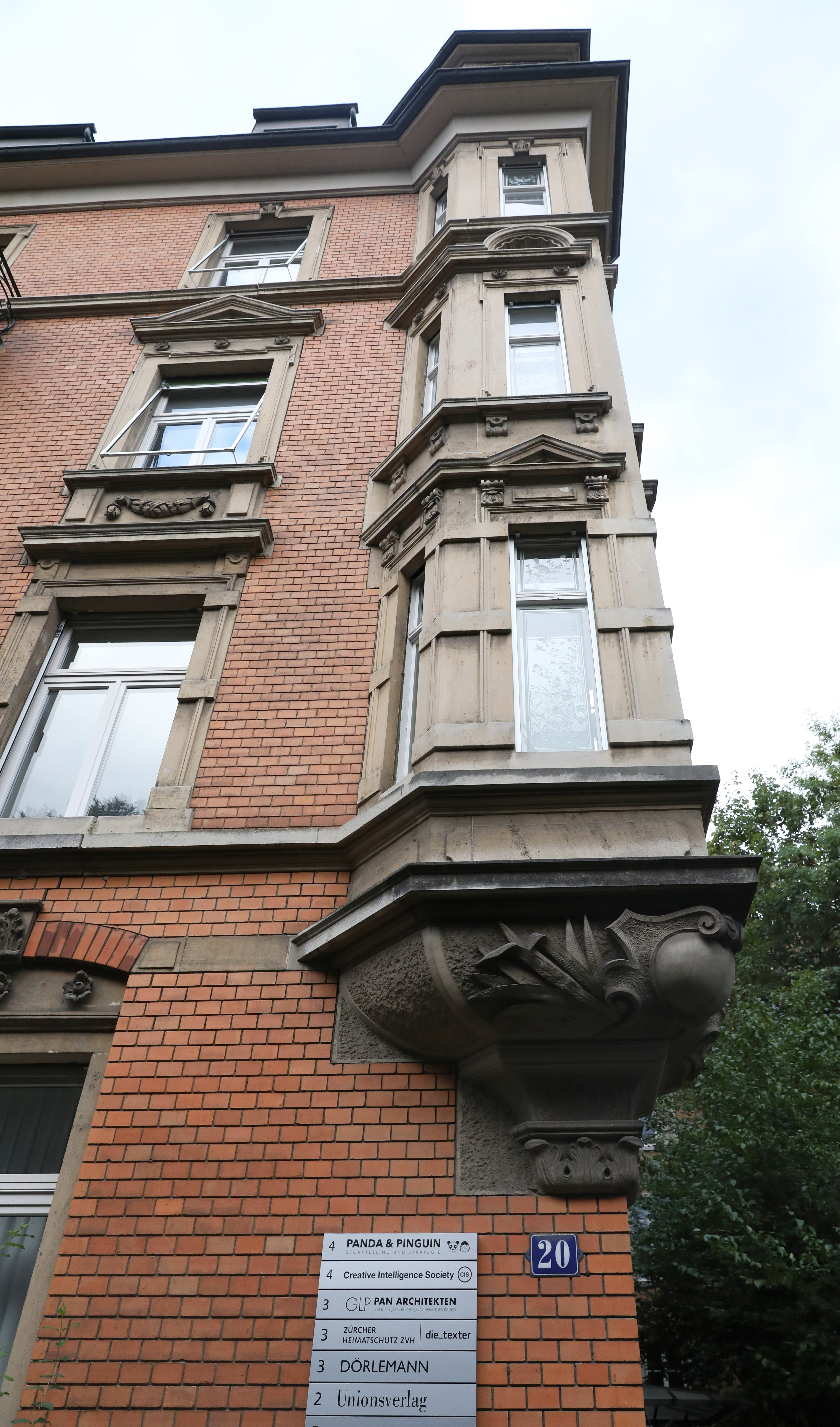
Verlagshaus in Hottingen (Stadt Zürich)

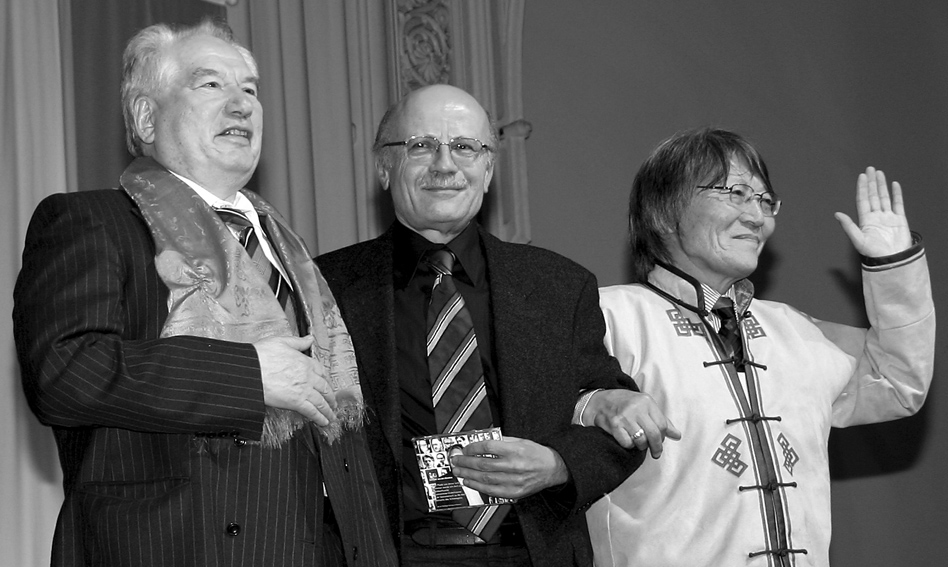
Verlagsleiter Lucien Leitess (Mitte) mit den Autoren Tschingis Aitmatow (links) und Galsan Tschinag auf der Lit.Cologne 2007 in Köln

Der Unionsverlag ist ein 1975 gegründeter Schweizer Verlag. Seit seiner Gründung verlegte er mehr als 280 Autoren aus Europa, dem arabischen Raum, Asien und Afrika. Geleitet wird er seit seinem Gründungsjahr von Lucien Leitess. Rückwirkend zum 1. Januar 2023 wurde der Unionsverlag vom Verlag C. H. Beck übernommen.

## Geschichte
Im Unionsverlag erschienen anfangs vor allem politische Sachliteratur und Erzählungen von Autoren der Schweizer Arbeiterklasse. Als erstes Buch wurde 1975 unter dem Titel «Ich wünsche Euch des Weltenalls Erbeben» Texte und Gedichte der zwei Jahre zuvor verstorbenen Kommunistin Lisel Bruggmann publiziert. Anfang der 1980er fand der Verlag zu einem kontinuierlichen Editionsrhythmus. Bald setzte er sich das Ziel, im deutschsprachigen Raum bisher kaum übersetzte internationale Belletristik zu publizieren. Er sucht und entdeckt auch ausserhalb der gängigen Literaturregionen Autoren, die sich oft nach Jahren auch weltweit durchsetzen. 
Den ersten grossen ökonomischen Erfolg hatte der Unionsverlag mit Nagib Machfus, der 1988 mit dem Nobelpreis für Literatur ausgezeichnet wurde. Übersetzungen aus internationaler Literatur wurden zu einem festen Programmbereich des Verlages. Die Übersetzer geniessen dabei einen hohen Stellenwert. Sie werden auf den Umschlagsseiten aufgeführt oder es wird neben der Autorenbiografie eine Übersetzerbiografie ins Buch aufgenommen. Finanzielle Unterstützungen durch öffentliche oder private Institutionen helfen mit, die Übersetzungskosten zu tragen.
Im Herbst 1990 begann der Unionsverlag mit dem Verlegen einer eigenen Taschenbuchreihe. Inzwischen ist sie auf über 500 Titel angewachsen und bietet eine vielfältige Auswahl internationaler Literatur. Etwa die Hälfte der Taschenbücher sind Lizenzausgaben von Titeln anderer Verlage.
Seit dem Jahr 2000 hat auch die internationale Krimiliteratur einen Platz im Verlagsprogramm. Die Reihe metro (Hardcover und Taschenbücher) wurde bis 2007 von Thomas Wörtche herausgegeben.
2005 wurde das Programm Türkische Bibliothek lanciert. In 20 Bänden, die bis Ende 2010 erschienen sind, wird die Entwicklung der türkischen Literatur ab etwa 1900 bis in die Gegenwart gezeigt.
In der Reihe Bücher fürs Handgepäck wird vertiefende Information und Lesestoff zu europäischen und internationalen Reisezielen veröffentlicht.
Im August 2023 übernahm der Münchener Verlag C. H. Beck das Aktienkapital des Unionsverlags rückwirkend per 1. Januar 2023.

## Autoren
Im Unionsverlag erscheinen unter vielen anderen folgende Autoren: Tschingis Aitmatow, Giulio Cisco, Fazıl Hüsnü Dağlarca, Pablo de Santis, Assia Djebar, Mahmud Doulatabadi, Ferit Edgü, Memduh Şevket Esendal, Yaşar Kemal, Nagib Machfus, Claudia Piñeiro, Juri Rytchëu, Murat Uyurkulak, Halid Ziya Uşaklıgil, Mo Yan und Bachtyar Ali. 
In der Reihe metro sind es: Liza Cody, Garry Disher, Jean-Claude Izzo, Yasmina Khadra, Celil Oker, Leonardo Padura.

## Auszeichnungen
- 2005: Der Verband deutschsprachiger Übersetzer literarischer und wissenschaftlicher Werke, VdÜ, verlieh dem Verlag und Leitess eine «Übersetzer-Barke». Der VdÜ würdigt die ausführliche Vorstellung von Übersetzern in den Vorschaukatalogen und Presseinformationen des Verlags sowie auf dessen Internetseiten. So werden Literaturübersetzer als Urheber angemessen dargestellt und sichtbar gemacht. Das sollte Vorbild für alle Verlage sein. Der Preis wurde von der Künstlerin Susanne Rosin gestaltet und besteht aus einer Fotoserie von künstlerisch verfremdeten Übersetzerschreibtischen in einer Mappe, welche zugleich die Bauanleitung für ein Pappschiff bildet.[2]
- 2015 wählte die Fachzeitschrift Buchmarkt Lucien Leitess zum „Verleger des Jahres“[3]
- 2017 wurde Leitess mit dem Kulturpreis des Kantons Zürich ausgezeichnet.[4]